# 1960 (film)
1960 è un film del 2010 diretto da Gabriele Salvatores. Prodotto da Rai Teche, è stato presentato alla 67ª Mostra internazionale d'arte cinematografica di Venezia.

## Trama
Il film è composto da riprese d'archivio in cui vengono rappresentati tutti gli eventi più importanti accaduti in Italia nel 1960, narrati attraverso la storia di finzione di due fratelli, uno rimasto a vivere al sud, l'altro trasferitosi a Milano.